# Mary Woronov
Mary Woronov (Palm Beach, 8 de diciembre de 1943) es una actriz, escritora y pintora estadounidense.

## Biografía
Es conocida principalmente como una "estrella de culto" por su trabajo con Andy Warhol y su papel en las películas clásicas de Roger Corman. Woronov ha aparecido en más de ochenta películas y en el escenario en el Lincoln Center, en producciones fuera de Broadway y en numerosas series de televisión estadounidenses como Charlie's Angels y Knight Rider.
Frecuentemente se asoció con el actor Paul Bartel para protagonizar varias producciones cinematográficas; la pareja apareció en 17 películas, a menudo interpretando a una pareja casada.

## Filmografía seleccionada

### Cine
| - 1966 - Chelsea Girls - 1966 - Hedy - 1966 - Kiss the Boot - 1966 - Milk - 1966 - Shower - 1966 - Since - 1967 - Four Stars - 1974 - Silent Night, Bloody Night - 1975 - Death Race 2000 - 1976 - Cannonball - 1976 - Hollywood Man - 1979 - The Lady in Red - 1979 - Rock 'n' Roll High School | - 1984 - Night of the Comet - 1986 - TerrorVision - 1986 - Chopping Mall - 1987 - Black Widow - 1988 - Mortuary Academy - 1991 - Rock 'n' Roll High School Forever - 1991 - Motorama - 1995 - Glory Daze - 1998 - Sweet Jane - 2003 - Looney Tunes: Back in Action - 2005 - The Devil's Rejects - 2009 - The House of the Devil - 2012 - Attack of the 50 Foot Cheerleader |